# اچ‌ام‌اس کوئیل (۱۸۹۵)

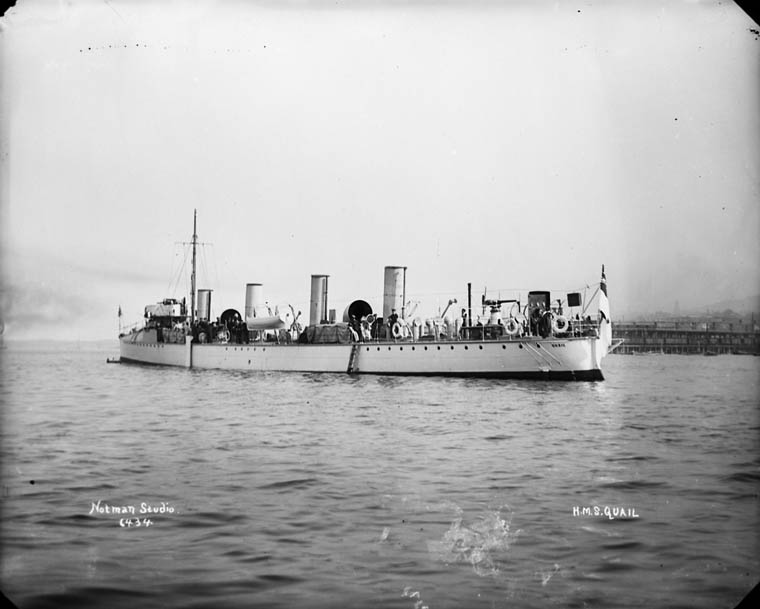

اچ‌ام‌اس کوئیل (۱۸۹۵) (به انگلیسی: HMS Quail (1895)) یک کشتی بود که طول آن ۲۱۰ فوت (۶۴ متر) بود. این کشتی در سال ۱۸۹۵ ساخته شد.